# Vimeiro (Lourinhã)
Vimeiro est une paroisse civile de la municipalité de Lourinhã, située dans le district de Lisbonne et la région Centre, au Portugal.

## Description
Elle possède une superficie de 7,01 km2 et une population de 1 443 habitants (2001).
La densité de population s'élève à 206 hab/km2.
C'est dans cette paroisse qu'il y eut la bataille de Vimeiro, le 20 août 1808.